# Noël Bernard
Noël Bernard (Paris, 1874 — Saint-Benoît, Vienne, 1911) foi um botânico francês.
Bernard graduou-se na Faculdade das Ciências de Paris em 1901 com uma tese intitulada "Études sur la tubérisation", editado por  P. Dupont em Paris, em 1901. Ensinou botânica na Universidade de Poitiers.  Pesquisou principalmente  sobre as  micorrizas das  orquídeas.  Participou  na criação da estação de investigação vegetal  de Marrocos.

## Obras
- L'Origine de la pomme de terre (1910).
- L'Évolution des plantes (Félix Alcan, Paris, 1916).
- Principes de biologie végétale (Félix Alcan, Paris, 1921).

## Fonte
- Jean Dhombres (dir.) (1995). Aventures scientifiques. Savants en Poitou-Charentes du XVIe au XXe siècle. Les éditions de l’Actualité Poitou-Charentes (Poitiers) : 262 p. ISBN 2-911320-00-X